# Lendou-en-Quercy
Lendou-en-Quercy község Franciaország Okcitánia régiójában, Lot megyében. Új községként 2018. január 1-jén jött létre Saint-Cyprien, Saint-Laurent-Lolmie és Lascabanes korábbi községek egyesítésével. Lakosainak száma 620 fő (2022. január 1.).

## Népesség
| Lakosok száma | 650  | 642  | 638  | 633  | 629  | 624  | 620  |
|               | 2015 | 2017 | 2018 | 2019 | 2020 | 2021 | 2022 |